# Vicki Baum
Hedwig (Vicki) Baum (n. 24 ianuarie 1888, Viena - d. 29 august 1960, Hollywood, California) a fost o prozatoare austriacă, stabilită în SUA din 1931.
Fiind evreică, toate cărțile ei au fost puse sub index și au fost arse în 1933 de naziști.

## Biografie
Fiica lui Hermann, un funcționar de bancă tiranic și ipohondru, și al Mathildei (născută Donat), bolnavă psihic, Vicki Baum a crescut într-o familie în care lectura era considerată un „viciu ascuns”. De aceea, tatăl său i-a interzis să citească „de plăcere” și chiar s-a înfuriat când a aflat că fiica sa a luat Premiul 1 la un concurs literar.
În 1904 a întrerupt școala și s-a înscris la „Academia de Muzică și Arta Spectacolului” (Universität für Musik und darstellende Kunst Wien) din Viena unde a studiat harpa. La vârsta de 18 ani a fugit din casa în care se simțea oprimată și s-a căsătorit cu Max Prels (1878–1926), un jurnalist care a introdus-o în lumea literaților și a scenei culturale din Viena. Atunci și-a publicat primele nuvele sub numele soțului său.
Căsătoria nu a durat, așa că în august 1912 s-a mutat la Darmstadt, unde s-a angajat în orchestra operei. Acolo l-a cunoscut pe dirijorul Richard Lert (1885–1980), cu care s-a căsătorit în 1916 și l-a urmat în turnee, din oraș în oraș. Cuplul a avut doi fii, Wolfgang și Peter. După nașterea celui de-al doilea fiu, Vicki și-a vândut harpa și s-a dedicat exclusiv carierei de scriitoare.

## Opera
- 1923: Lumea fără păcate ("Die Welt ohne Sünde");
- 1929: Oameni la hotel ("Menschen im Hotel");
- 1937: Dragoste și moarte la Bali ("Liebe und Tod auf Bali")
- 1939: Hotel Shanghai
- 1944: Cauciuc ("Kautschuk");
- 1947: Zbor fatal ("Schicksalsflug").